# Ilko-Sascha Kowalczuk
Ilko-Sascha Kowalczuk (ur. w 1967 w Berlinie Wschodnim) – niemiecki historyk, autor publikacji z zakresu historii najnowszej.

## Życiorys
W czasach NRD uzyskał wykształcenie jako wykwalifikowany robotnik budowlany, jednak aż do upadku muru berlińskiego pracował jako portier. W 1990 rozpoczął studia historyczne na Uniwersytecie Humboldtów w Berlinie, a w 2002 obronił doktorat na Uniwersytecie w Poczdamie.
Od 1995 do 1998 był ekspertem komisji śledczej Bundestagu powołanej do zbadania historii i skutków dyktatury komunistycznej w byłej NRD.
W latach 1998–2000 pracował naukowo w specjalnej fundacji, powołanej przez państwo niemieckie celem ujawnienia wszelkich okoliczności dyktatury komunistycznej w byłej NRD (Bundesstiftung zur Aufarbeitung der SED-Diktatur). Od 2001 pracownik naukowy Wydziału Badań Naukowych i Edukacji Publicznej tzw. Urzędu Gaucka (Bundesbeauftragter für die Unterlagen des Staatssicherheitsdienstes der ehemaligen DDR), który zawiaduje aktami byłej wschodnioniemieckiej służby bezpieczeństwa (Stasi). W jego ramach kierował projektami naukowymi, ściśle współpracując ponadto z Towarzystwem im. Roberta Havemanna w Berlinie, powołanym w 1990 r. celem dokumentowania dziejów opozycji demokratycznej w byłej NRD.
Żonaty z afrykanistką i literaturoznawczynią Susan Arndt, z którą ma czworo dzieci.

## Publikacje
- Der Tag X – 17. Juni 1953. Die „Innere Staatsgründung” der DDR als Ergebnis der Krise 1952/54. Berlin 1995
- Zwischen Selbstbehauptung und Anpassung. Formen des Widerstandes und der Opposition in der DDR. Berlin 1995
- Legitimation eines neuen Staates: Parteiarbeiter an der historischen Front. Geschichtswissenschaft in der SBZ/DDR 1945 bis 1961. Berlin 1997
- Roter Stern über Deutschland. Sowjetische Truppen in der DDR. Berlin 2001
- Freiheit und Öffentlichkeit. Politischer Samisdat in der DDR 1985 bis 1989.
- Geist im Dienste der Macht. Hochschulpolitik in der SBZ/DDR 1945 bis 1961. Berlin 2003
- 17. Juni 1953 – Volksaufstand in der DDR. Ursachen – Abläufe – Folgen. Bremen 2003
- Endspiel. Die Revolution von 1989 in der DDR. München 2009
- Stasi konkret. Überwachung und Repression in der DDR. München 2013
- 17. Juni 1953. München 2013
- Fasse Dich kurz! Der grenzüberschreitende Telefonverkehr der Opposition in den 1980er Jahren und das Ministerium für Staatssicherheit. Göttingen 2014
- 17 czerwca 1953. Historia powstania. Wrocław 2013
- Przeciwstawne siły: opozycja (Opposition) i ruch oporu (Widerstand) w NRD. Problemy pojęciowe i metodologiczne. Z badań nad oporem społecznym w Europie Środkowej w latach 1948–1955. pod red. Lukasza Kamińskiego i Andrzeja Malkiewicza. Wrocław 2000: 23–47
- Od nieudanej rewolucji do zapobiegania powstaniom: panowanie SED w latach 1953–1961. Pamięć i Sprawiedliwość 11(2007) 1: 33–60
- Rok 1956 i jego reperkusje w NRD (Das Jahr 1956 und seine Rückwirkungen auf die DDR). Rok 1956 w Polsce i jego rezonans w Europie. Red. Joanna Szymoniczek i Eugeniusz Cezary Król. Warszawa 2009: 229–242
- Solidarność. Pamięć I Sprawiedliwość 16(2010) 2: s. 29–35
- Rewolucja 1989 roku w NRD. Pamięć I Sprawiedliwość 18(2011) 2: 197 – 216
- NRD i Polska. Relacje międzypaństwowe i międzyludzkie. Ludwig Mehlhorn: Europejski Duch Oporu. Eseje. red. Stephan Bickhardt, Annemarie Franke, Basil Kerski, Kraków 2015: 38–61
- Everyday Life in the GDR and the MfS. in: State Security. A Reader On The GDR Secret Police. Berlin 2016, S. 69 – 76, ISBN 978-3-94657-243-5
- 1989 – La société et l’État – opposition et révolution. In: Hélène Camarade, Sibylle Goepper (dir.): Résistance, dissidence et opposition en RDA 1949-1990. (= Histoire et civilisations) Presses Universitaires du Septentrion, Villeneuve d’Ascq 2016
- Le quotidien de la RDA et le MfS. In: La Sécurité de L’État. Un livre sur la police cecrète de la RD. Berlin 2021, S. 69 – 76
- Die Übernahme. Wie Ostdeutschland Teil der Bundesrepublik wurde. Beck, München 2019, ISBN 978-3-406-74020-6
- End Game. The 1989 Revolution in East Germany. Berghahn, New York, Oxford 2022, ISBN 978-1-80073-621-4.
- For social justice, freedom and unity – the popular uprising of 17 Juni 1953 in East Berlin. In: György Dalos, Ilko-Sascha Kowalczuk, Jean-Yves Potel: One a long way to democracy: from Berlin to Gdansk via Budapest and Prague. European Trade Union Institute (ETUI). Brussels 2022, ISBN 978-2-87452-633-6.
- mit Holger Kulick und Frank Ebert (Hrsg.): (Ost)Deutschlands Weg. 45 Studien & Essays zur Lage des Landes. Teil I – 1989 bis heute. Bundeszentrale für politische Bildung, Berlin/Bonn 2021, ISBN 978-3-7425-0676-4-I
- mit Holger Kulick und Frank Ebert (Hrsg.): (Ost)Deutschlands Weg. 35 weitere Studien, Prognosen & Interviews. Teil II – Gegenwart und Zukunft. Bundeszentrale für politische Bildung, Berlin/Bonn 2021, ISBN 978-3-7425-0676-4-II
- György Dalos, Ilko-Sascha Kowalczuk, Jean-Yves Potel: Le Long Chemin vers la démocratie. Préface de Laurent Berger, Nancy 2023
- mit Judith Enders und Raj Kollmorgen (Hrsg.): Deutschland ist eins: vieles. Bilanz und Perspektiven von Transformation und Vereinigung. Campus Verlag, Frankfurt/Main, New York 2021, ISBN 978-3-593-51436-9
- Walter Ulbricht - Der deutsche Kommunist (1893-1945). Beck, München 2023, ISBN 978-3-406-80660-5
- Walter Ulbricht. Der kommunistische Diktator (1945–1973). Verlag C. H. Beck, München 2024, ISBN 978-3-406-81396-2
- Freiheitsschock. Eine andere Geschichte Ostdeutschlands seit 1989. Verlag C. H. Beck, München 2024, ISBN=978-3-406-82213-1